# Правительство Нижегородской области
Правительство Нижегородской области — высший орган исполнительной власти в Нижегородской области. Главой правительства является Губернатор Нижегородской области.

## Структура и полномочия
Правительство Нижегородской области формируется губернатором Нижегородской области в месячный срок после его вступления в должность. Губернатор является его председателем и руководит им; назначает на должность и освобождает от должности лиц, входящих в состав правительства Нижегородской области, принимает решение об отставке правительства Нижегородской области. Правительство действует на основании Устава Нижегородской области, обладает правом выпускать постановления правительства Нижегородской области, имеет статус юридического лица и печать с изображением Герба Нижегородской области.
С 12 апреля по 9 августа 2001 года председателем правительства Нижегородской области был Сергей Обозов. После его отставки, до 8 августа 2005 года обязанности главы правительства временно исполнял губернатор области Геннадий Ходырев.
С 15 августа 2005 года региональное правительство возглавляет непосредственно губернатор Нижегородской области.
| Должность | ФИО                                                                                                  | Начало полномочий                                                                                    |
| Председатель, заместители губернатора и заместители председателя Правительства Нижегородской области                                 | Председатель, заместители губернатора и заместители председателя Правительства Нижегородской области | Председатель, заместители губернатора и заместители председателя Правительства Нижегородской области |
| --- | --- | --- |
| Губернатор Нижегородской области, Председатель Правительства Нижегородской области                                                   | Глеб Сергеевич Никитин                                                                               | 26 сентября 2017 года                                                                                |
| Первый заместитель губернатора, первый заместитель Председателя Правительства Нижегородской области                                  | вакансия                                                                                             | вакансия                                                                                             |
| Заместитель губернатора, заместитель Председателя Правительства Нижегородской области                                                | вакансия                                                                                             | вакансия                                                                                             |
| Заместитель губернатора Нижегородской области                                                                                        | Банников, Петр Витальевич                                                                            | 28 октября 2021 года                                                                                 |
| Заместитель губернатора Нижегородской области                                                                                        | Беркович, Олег Алексеевич                                                                            | 28 июля 2022 года                                                                                    |
| Заместитель губернатора Нижегородской области                                                                                        | Гнеушев, Андрей Николаевич                                                                           | 20 декабря 2018                                                                                      |
| Заместитель Председателя Правительства Нижегородской области                                                                         | Зотов, Игорь Вадимович                                                                               | 29 октября 2020 года                                                                                 |
| Заместитель губернатора Нижегородской области                                                                                        | Чечерин, Андрей Александрович                                                                        | 24 июля 2023 года                                                                                    |
| Заместитель губернатора Нижегородской области                                                                                        | Морозов, Сергей Эдуардович                                                                           | 20 декабря 2018 года                                                                                 |
| Заместитель губернатора Нижегородской области                                                                                        | Саносян, Андрей Григорьевич                                                                          | 4 марта 2020 года                                                                                    |
| Заместитель губернатора Нижегородской области                                                                                        | Поляков, Егор Николаевич                                                                             | 23 апреля 2020 года                                                                                  |
| Заместитель Председателя Правительства Нижегородской области                                                                         | Молев, Анатолий Васильевич                                                                           | 28 июля 2022 года                                                                                    |
| Заместитель Председателя Правительства Нижегородской области                                                                         | Горев, Вячеслав Александрович                                                                        | 28 июля 2022 года                                                                                    |
| Заместитель Председателя Правительства Нижегородской области                                                                         | Каргин, Иван Николаевич                                                                              | 28 июля 2023 года                                                                                    |
| Заместитель Председателя Правительства Нижегородской области                                                                         | Солнцева, Екатерина Сергеевна                                                                        | 7 февраля 2025 года                                                                                  |
| Заместитель Председателя Правительства Нижегородской области                                                                         | Старостин, Дмитрий Сергеевич                                                                         | 13 мая 2024 года                                                                                     |
| Управляющий делами Правительства Нижегородской области                                                                               | Грызин, Дмитрий Александрович                                                                        | 16 августа 2024 года                                                                                 |
| Министры Правительства Нижегородской области                                                                                         | | |
| Министр промышленности, торговли и предпринимательства Нижегородской области                                                         | Черкасов, Максим Валерьевич                                                                          | 14 марта 2017 года                                                                                   |
| Министр сельского хозяйства и продовольственных ресурсов Нижегородской области                                                       | Денисов, Николай Константинович                                                                      | 2018 год                                                                                             |
| Министр финансов Нижегородской области                                                                                               | Сулима, Ольга Юрьевна                                                                                | август 2008 года                                                                                     |
| Министр экономического развития и инвестиций Нижегородской области                                                                   | Исмагилов, Денис Гамирович                                                                           | 2021 год                                                                                             |
| Министр имущественных и земельных отношений Нижегородской области                                                                    | Баринов, Сергей Анатольевич                                                                          | 26 января 2018 года                                                                                  |
| Министр цифрового развития и связи Нижегородской области                                                                             | Синелобов, Александр Анатольевич                                                                     | 20 июня 2022 года                                                                                    |
| Министр строительства Нижегородской области                                                                                          | Груничев, Дмитрий Евгеньевич                                                                         | 28 июля 2023 года                                                                                    |
| Министр транспорта и автомобильных дорог Нижегородской области                                                                       | Саватеев, Павел Николаевич                                                                           | 2 сентября 2019 года                                                                                 |
| Министр энергетики и жилищно-коммунального хозяйства Нижегородской области                                                           | Морозов, Михаил Юрьевич                                                                              | 27 ноября 2020 года                                                                                  |
| Министр экологии и природных ресурсов Нижегородской области                                                                          | Егоров, Денис Борисович                                                                              | 10 января 2019 года                                                                                  |
| Министр внутренней региональной и муниципальной политики Нижегородской области                                                       | Карасев, Павел Константинович                                                                        | 24 марта 2020 года                                                                                   |
| Министр правительства Нижегородской области - полномочный представитель Губернатора в Законодательном Собрании Нижегородской области | Тарасов, Сергей Михайлович                                                                           | 5 октября 2021 года                                                                                  |
| Министр социальной политики Нижегородской области                                                                                    | Седых, Игорь Олегович                                                                                | 19 мая 2023 года                                                                                     |
| Министр образования и науки Нижегородской области                                                                                    | Пучков, Михаил Юрьевич                                                                               | 25 июля 2023 года                                                                                    |
| Министр здравоохранения Нижегородской области                                                                                        | Галина Васильевна Михайлова                                                                          | 22 июля 2023 года                                                                                    |
| Министр культуры Нижегородской области                                                                                               | Суханова, Наталья Евгеньевна                                                                         | 15 июня 2022 года                                                                                    |
| Министр спорта Нижегородской области                                                                                                 | Кабайло, Дмитрий Сергеевич                                                                           | 4 апреля 2024 года                                                                                   |
| Министр туризма и промыслов Нижегородской области                                                                                    | Яковлев, Сергей Владимирович                                                                         | 29 апреля 2022 года                                                                                  |
| Министр молодежной политики Нижегородской области                                                                                    | Ануфриева, Светлана Олеговна                                                                         | 27 марта 2023 года                                                                                   |
| Министр информационной политики и взаимодействия со средствами массовой информации Нижегородской области                             | Буянова, Полина Андреевна                                                                            | 1 марта 2023 года                                                                                    |
| Министр кадровой политики Правительства Нижегородской области                                                                        | Амосова, Елена Евгеньевна (и. о.)                                                                    | 2 апреля 2025 года                                                                                   |
| Министр Правительства Нижегородской области - Руководитель Аппарата Правительства Нижегородской области                              | Фомин, Михаил Юрьевич                                                                                | 1 марта 2023 года                                                                                    |

## Органы государственной власти Нижегородской области[10][11]

### Департаменты правительства Нижегородской области
- Департамент лесного хозяйства Нижегородской области - руководитель Воробьев Роман Алексеевич
- Департамент внешних связей Правительства Нижегородской области - Гусева Ольга Юрьевна (27 марта 2017 года - наст. вр.)
- Департамент градостроительной деятельности развития агломераций Нижегородской области - Бодриевский Александр Владимирович
- Государственно-правовой департамент Нижегородской области - Литвиненко Леонид Дагобертович (июль 2008 года - наст. вр.)
- Департамент развития туризма и народных художественных промыслов Нижегородской области - вакансия
- Департамент региональной безопасности Нижегородской области - Комлев Алексей Геннадьевич (15 февраля 2017 года - наст. вр.)

### Комитеты правительства Нижегородской области
- Комитет государственного ветеринарного надзора Нижегородской области - Колобов Евгений Алексеевич (16 февраля 2006 года - наст. вр.)
- Комитет по охране, использованию и воспроизводству объектов животного мира Нижегородской области - Бондаренко Николай Иванович (2016 год - наст. вр.)
- Комитет по делам архивов Нижегородской области - Пудалов Борис Моисеевич (2009 года - наст. вр.)

### Управления и инспекции правительства Нижегородской области
- Управление по труду и занятости населения Нижегородской области - Силантьев Александр Анатольевич
- Управление государственной охраны объектов культурного наследия Нижегородской области - Преподобная Надежда Александровна
- Управление информационной политики и взаимодействия со средствами массовой информации Нижегородской области - вакансия
- Управление по обеспечению деятельности мировых судей, адвокатуры и нотариата Нижегородской области - Щербаков Николай Юрьевич (22 апреля 2016 года - наст. вр.)
- Главное управление ЗАГС Нижегородской области - Краснова Ольга Сергеевна (3 октября 2005 года - наст. вр.)
- Управление внутреннего аудита Нижегородской области - вакансия
- Инспекция государственного строительного надзора Нижегородской области - Пинегина Мария Васильевна
- Государственная инспекция по надзору за техническим состоянием самоходных машин и других видов техники Нижегородской области - Еремин Василий Иванович (25 марта 2013 года - наст. вр.)
- Государственная жилищная инспекция Нижегородской области - Сербул Игорь Анатольевич (3 июня 2015 года - наст. вр.)
- Региональная служба по тарифам Нижегородской области - Малухин Алексей Геннадьевич (2017 год - наст. вр.)

## Координационные и совещательные органы при Губернаторе и Правительстве Нижегородской области
| Орган | Нормативный акт                                                           |
| --- | ------------------------------------------------------------------------- |
| Координационный совет по импортозамещению Нижегородской области | Распоряжение Правительства Нижегородской области от 16 ноября 2017 года   |
| Координационный совет строительной отрасли Нижегородской области | Постановление Правительства Нижегородской области от 25 января 2017 года  |
| Координационный совет по вопросам собираемости платы за негативное воздействие на окружающую среду | Распоряжение Правительства Нижегородской области от 23 сентября 2014 года |
| Координационный совет при Губернаторе Нижегородской области по жилищно-коммунальному хозяйству | Постановление Правительства Нижегородской области от 27 декабря 2013 года |
| Координационный совет по реализации Государственной программы "Развитие здравоохранения Нижегородской области на 2013-2020 годы" | Распоряжение Правительства Нижегородской области от 15 июля 2013 года     |
| Координационный совет по развитию саморегулирования в строительной отрасли Нижегородской области | Распоряжение Правительства Нижегородской области от 25 апреля 2011 года   |
| Постоянно действующее координационное совещание по обеспечению правопорядка в Нижегородской области | Указ Губернатора Нижегородской области от 29 декабря 2010 года            |
| Координационный совет по разработке и внедрению автоматизированной системы "Универсальная электронная карта жителя Нижегородской области" | Распоряжение Правительства Нижегородской области от 19 мая 2010 года      |
| Областной координационный совет по организации отдыха, оздоровления и занятости детей и молодежи | Постановление Правительства Нижегородской области от 25 марта 2009 года   |
| Межведомственный координационный совет по противодействию коррупции при Губернаторе Нижегородской области | Указ Губернатора Нижегородской области от 20 января 2009 года             |
| Координационный совет по обеспечению и защите прав граждан с системе обязательного медицинского страхования Нижегородской области | Постановление Правительства Нижегородской области от 4 июля 2008 года     |
| Координационный совет территориальных органов федеральных органов исполнительной власти и органов исполнительной власти Нижегородской области в сфере предупреждения, защиты населения и территории от чрезвычайных (аварийных ситуаций, нарушений режима работы жилищно-коммунального хозяйства, обеспечения нормальных условий жизнедеятельности населения | Постановление Правительства Нижегородской области от 17 июля 2007 года    |
| Координационный совет по выставочно-конгрессной деятельности Нижегородской области | Постановление Правительства Нижегородской области от 22 мая 2007 года     |
| Координационный совет при Губернаторе Нижегородской области по комплексному управлению кадровым потенциалом Нижегородской области | Указ Губернатора Нижегородской области от 27 апреля 2007 года             |
| Координационный совет по реализации государственной демографической и семейной политики в Нижегородской области, обеспечению доступа социально-ориентированных некоммерческих организаций, осуществляющих деятельность в социальной сфере, к бюджетным средствам, выделяемым на предоставление социальных услуг населению                                    | Распоряжение Правительства Нижегородской области от 27 июля 2007 года     |
| Координационный совет по патриотическому воспитанию и подготовке граждан к военной службе в Нижегородской области | Распоряжение Правительства Нижегородской области от 20 июня 2006 года     |
| Координационный совет по сохранению биоразнообразия Нижегородской области | Распоряжение Правительства Нижегородской области от 25 мая 2006 года      |
| Координационный совет по информатизации Нижегородской области при Губернаторе Нижегородской области - Председателе Правительства | Распоряжение Правительства Нижегородской области от 20 апреля 2006 года   |
| Комиссия по предупреждению и ликвидации чрезвычайных ситуаций и обеспечению пожарной безопасности Нижегородской области | Распоряжение Правительства Нижегородской области от 1 декабря 2005 года   |
| Межведомственный координационный совет по защите прав потребителей Нижегородской области | Распоряжение Правительства Нижегородской области от 23 мая 2017 года      |

### Советы при Губернаторе Нижегородской области
- Совет по делам ветеранов и инвалидов
- Совет по делам молодежи
- Совет по науке и инновационной политике
- Экспертно-аналитический совет по проблемам социально-экономического и общественно-политического развития
- Инвестиционный совет
- Совет по физической культуре и спорту

### Советы при Правительстве Нижегородской области
- Совет по вопросам попечительства в социальной сфере
- Управляющий совет по координации разработки стратегии социально-экономического развития Нижегородской области до 2035 года
- Рыбохозяйственный совет Нижегородской области
- Совет по научно-технической политике в интересах развития сельского хозяйства
- Совет по содействию развития конкуренции Нижегородской области
- Совет продовольственной безопасности
- Межведомственный технический совет по защите информации
- Совет по развитию малого и среднего предпринимательства
- Общественный совет по развитию донорства крови и ее компонентов
- Совет по развитию лесных отношений
- Совет по поддержке деятельности студенческих отрядов
- Совет по делам иностранной студенческой молодежи
- Совет по развитию топливо-энергетического комплекса

### Комиссии при Губернаторе Нижегородской области
- Комиссия по обеспечению безаварийной работы объектов энергетики, ЖКХ и социально-культурного назначения в осенне-зимний период
- Комиссия по обеспечению и мониторингу достижения в Нижегородской области целевых показателей социально-экономического развития Российской Федерации
- Высшая аттестационная комиссия

### Комиссии при Правительстве Нижегородской области
- Нижегородская региональная трехсторонняя комиссия по регулированию социально-трудовых отношений
- Комиссия по подготовке правил землепользования и застройки и иным вопросам землепользования и застройки
- Комиссия по повышению устойчивости функционирования организаций на территории Нижегородской области
- Комиссия по использованию информационных технологий
- Постоянно действующая комиссия по вопросам межбюджетных отношений
- Постоянно действующая комиссия, ответственная за координацию совместных действий по реализации соглашения от 7 апреля 2017 года №65-П

## Представитель вСовете ФедерацииФедерального Собрания
1. Бушмин Евгений Викторович — полномочия признаны 21 ноября 2001 года — прекращены досрочно 21 сентября 2005 года
2. Подлесов Александр Минович — полномочия признаны 12 октября 2005 года — истекли 10 ноября 2010 года
3. Шнякин, Валерий Николаевич — полномочия признаны 10 ноября 2010 года — истекли в сентябре 2014 года
4. Лебедев Владимир Альбертович — полномочия признаны 25 сентября 2014 года — полномочия прекращены досрочно в связи с кончиной 30 ноября 2023 года
5. Щетинина Ольга Владимировна — полномочия признаны 12 декабря 2023 года